# ФК Кардиф Метрополитън Юнивърсити
ФК Кардиф Метрополитън Юнивърсити или още Кардиф Мет (на английски: Cardiff Metropolitan University Football Club, Кардиф Метрополитън Юнивърсити Футбол Клъб; на уелски: Clwb Pêl-droed Prifysgol Met Caerdydd е уелски футболен клуб, базиран в квартал Кинкойд и представляващ едноименния университет в столицата Кардиф. Играе мачовете си на стадион „Кинкойд Кампъс“ с капацитет 1620 зрители. Основан през 1984 година.

## История
Футболният клуб е създаден през 1984 година в резултат на сливането на „Лейк Юнайтед“ и „Рамни Рейнджърс“. Новият отбор получава името „АФК Кардиф“.
През 1990 година „АФК Кардиф“ се обединява с отбора на „Сали Юнайтед“, в резултат на което сменя името си на „ФК Интер Кардиф“, под което участва в новосформираната уелска Премиер лига, създадена през 1992 година.
През август 1992 г. в клуба получават покана от Федерацията по футбол на Уелс да вземе участие в новата лига, където влизат най-известните клубове на Уелс. По такъв начив, през сезон 1992/93 клубът взема участие в първото разиграване на Уелската Премиер Лига, най-висшата лига в страната.
В началото клубът представлявал университета в Кардиф и бил окомплектован само с възпитаници на университета. До 1990 година отборът играе на любителско ниво и само благодарение на участието си в новосъздадената лига на Уелс получава професионален статут.

## Предишни имена
| Години      | Име                                                                 |
| ----------- | ------------------------------------------------------------------- |
| 1984 – 1990 | АФК Кардиф AFC Cardiff                                              |
| 1990 – 1996 | Интер Кардиф ФК Inter Cardiff F.C.                                  |
| 1996 – 1999 | Интер КейбълТел АФК Inter CableTel A.F.C.                           |
| 1999 – 2000 | Интер Кардиф ФК Inter Cardiff F.C.                                  |
| 2000 – 2012 | UWIC Интер Кардиф ФК UWIC Inter Cardiff F.C.                        |
| от 2012     | Кардиф Метрополитан Юнивёрсити Cardiff Metropolitan University F.C. |

## Успехи
- Уелска Висша лига:
  -  Вицешампион (4): 1992/93, 1993/94, 1996/97, 1998/99
- Първа дивизия:
  -  Шампион (1): 2015/16
- Втора дивизия:
  -  Шампион (1): 2013/14
- Трета дивизия:
  -  Шампион (1): 2012/13
- Купа на Уелс:
  -  Носител (1): 1998/99
- Купа на Уелската футболна лига:
  -  Носител (1): 1996/97
- Купа на лигата:
  -  Носител (1): 2018/19
  -  Финалист (1): 2017/18
- Аматьорска купа на Уелс:
  - 1/2 финалист (1): 1998/99